# Александрович, Виталий Александрович
Вита́лий Алекса́ндрович Александрович (1904—1959) — советский физикохимик, лауреат государственных премий.
Родился 14 февраля 1904 года в Одессе.
Окончил Днепропетровский химико-технологический институт (1931), работал в Институте химической физики в Ленинграде и в 1932—1941 гг. в аналогичном институте в Днепропетровске.
После начала войны эвакуировался в Пятигорск, там преподавал в Днепропетровском фармацевтическом институте, участвовал в переводе гражданских предприятий на выпуск продукции военного назначения.
В августе 1942 года перебрался в Тбилиси, в звании младшего техника-лейтенанта служил инженером-химиком при штабе инженерных войск Закавказского фронта.
В 1944 г. отозван из армии и направлен в Москву в Лабораторию № 2 АН СССР (ядерный проект). С 1946 г. работал над созданием нейтронного запала в созданном при Лаборатории № 2 КБ-11. В конце 1947 г. возглавил одну из новых лабораторий. После успешного испытания первой советской атомной бомбы (1949) был удостоен Сталинской премии и награждён орденом Ленина.
В 1949 г. возглавил лабораторию, которой до этого руководил А. Я. Апин, рекомендовавший его на эту должность. В 1953 г. по совокупности работ присуждена степень кандидата химических наук. В 1954 г. награждён орденом Трудового Красного Знамени.
Лауреат Ленинской премии (1959).
Умер 12 июля 1959 года. 2 октября того же года Инженерный переулок в Арзамасе-16 был переименован в улицу Александровича.